# Бебут

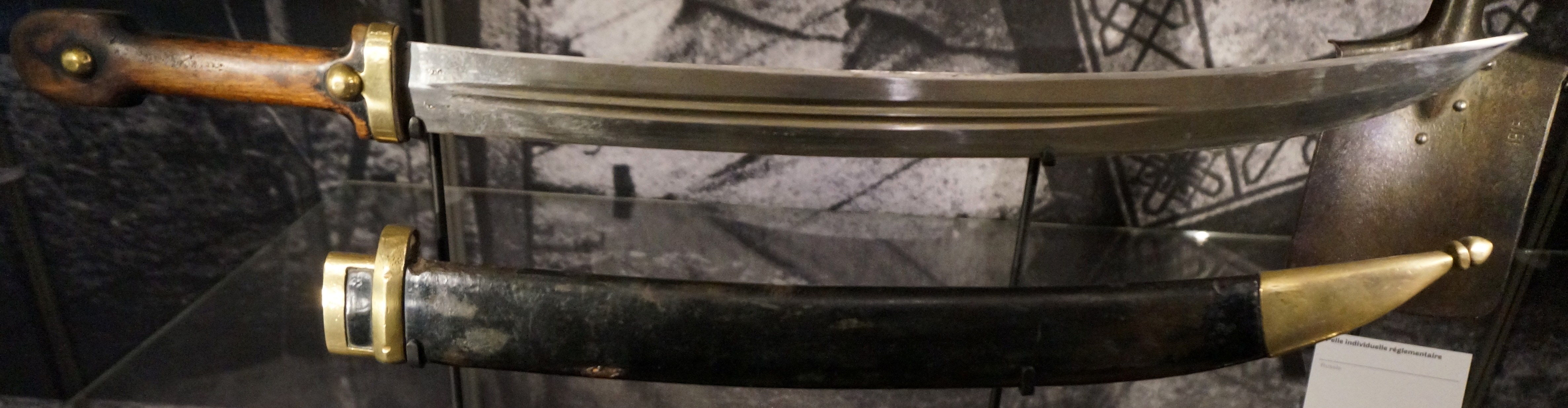
Бебут русских пулемётных команд. Музей форта Pompelle.

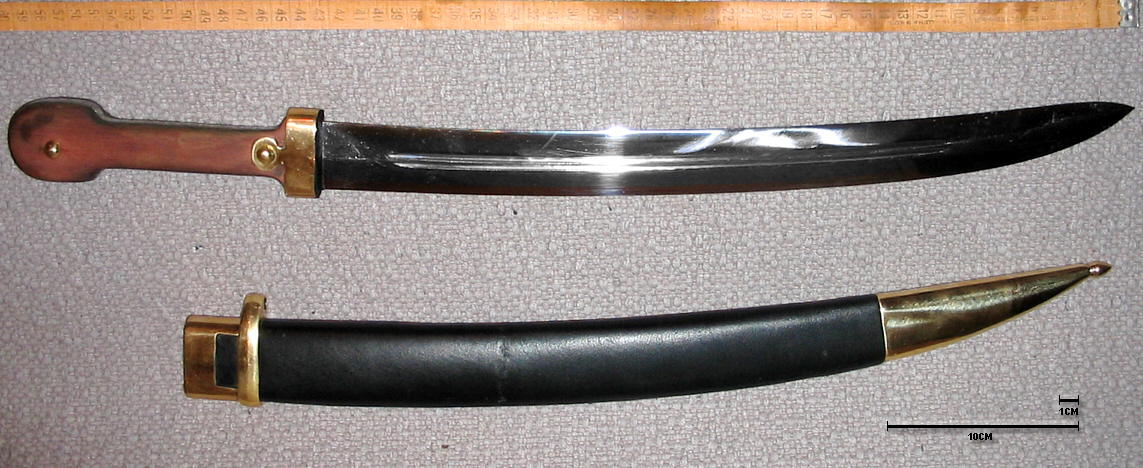
Бебут образца 1907 года с ножнами. Современная реплика.

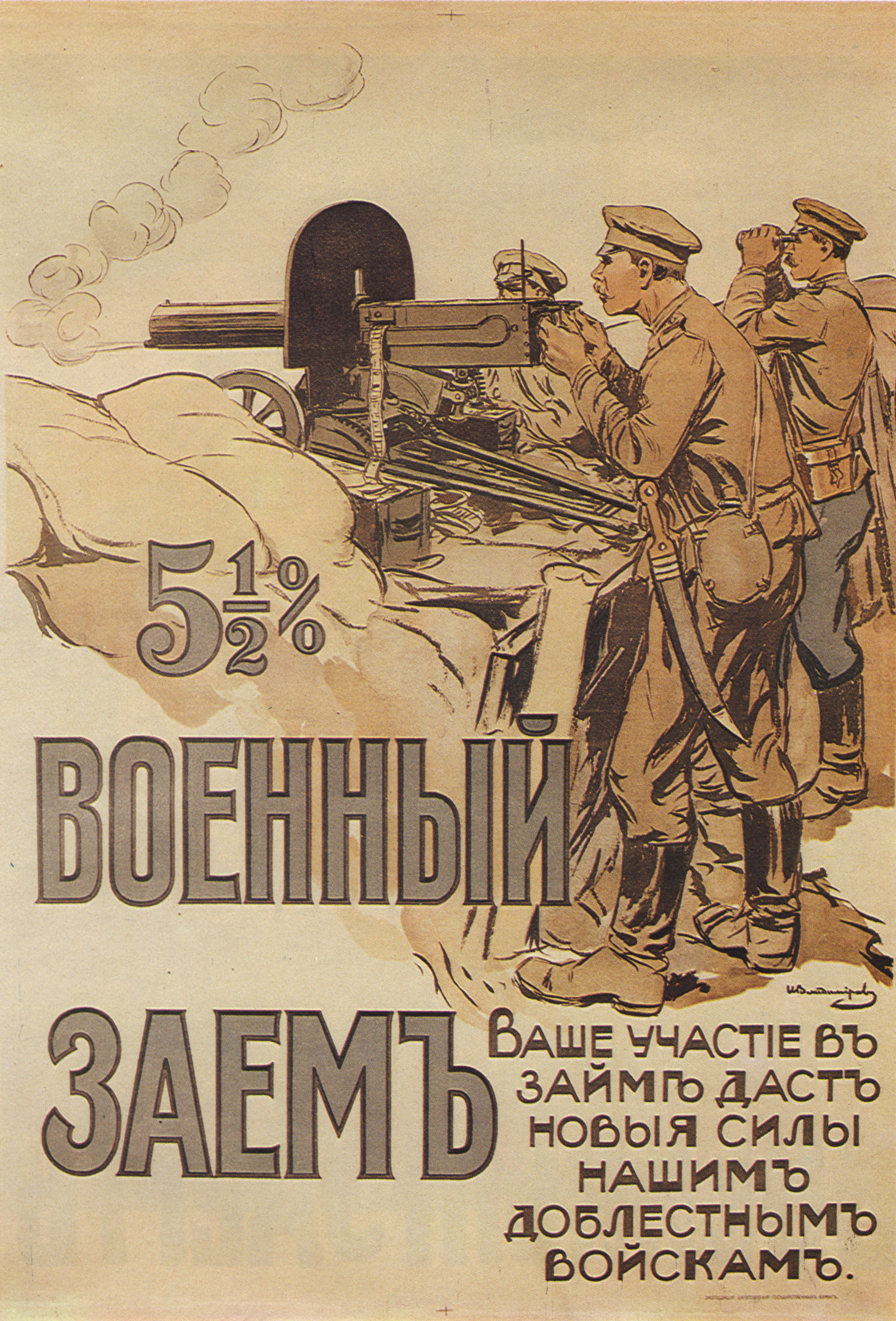
Бебут образца 1907 года на поясе пулемётчика. Плакат времён Первой мировой войны.

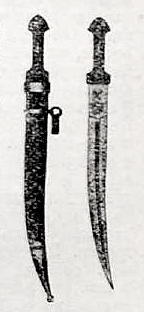
Данное изображение было использовано в статье «Бебут» опубликованной в четвёртом томе «Военной энциклопедии», который был издан книгоиздательским товариществом Ивана Дмитриевича Сытина в 1911 году в столице Российской империи городе Санкт-Петербурге.

Бе́бут (перс. بهبود (беhбуд) из тюрк. بك ("бек" - согнутое) + بوت ("бут" - бедро)) — кривой кинжал, один из основных (наряду с камой) типов кавказских кинжалов.
Бебут вероятнее всего тюркского происхождения. Клинок изогнутый, двусторонней или односторонней заточки, длиной до 50 сантиметров, чаще всего с долами.

## Бебут образца 1907 года
В 1907 году приказом № 287 по Военному ведомству бебут (кинжал кривой солдатский образца 1907 года) принят на вооружение Русской армии Вооружённых сил империи.
Принятие бебута на вооружение нижних чинов артиллерии вызвано поступлением с 1902 года в гвардию и армию новых скорострельных орудий. Напряжённость работы обслуживающего орудия персонала значительно повысилась, а уставная артиллерийская шашка не позволяла совершать быстрые действия. Комиссия Главного артиллерийского управления, рассматривая вопрос о перевооружении артиллеристов, вынесла единодушное заключение о неудовлетворительности артиллерийской шашки. За введение кинжала высказалось 25 человек из 30. Основными доводами против кинжала были:
- отсутствие традиции владения кинжалами в русской армии (кроме Кавказа);
- ограниченные боевые возможности кинжала;
- отсутствие функций шанцевого инструмента.

В качестве альтернативы бебуту предлагались укороченный тесак с пилой на обухе или топор. Доводы против кинжала командование посчитало серьёзными и перевооружение было отложено.
В 1907 году бебутом заменили шашки у всех жандармов, кроме вахмистров. С 1908 года бебут состоит на вооружении младших чинов пулемётных команд. В 1909 году приказом по Военному ведомству № 187 от 17 (4 по старому стилю) мая бебут заменил шашки у всех нижних чинов артиллерийских войск, кроме конной и конно-горной артиллерии, фельдфебелей и фейерверкеров в полевой пешей, горной и парковой артиллерии и трубачей в управлениях пешей артиллерии. В 1910 году принят на вооружение нижних чинов конных разведчиков пехотных полков.
С 1910 года бебуты вновь заменены шашками у нижних чинов жандармов.
В пешем строю бебут носился на поясе слева у портупейной пряжки, а в конном — сдвигался на левый бок.
Основная цель бебута — служить заменой шашке там, где её применение ограничено стеснённостью условий. Его длина позволяла уверенно использовать кинжал при рубке. Малая кривизна не препятствовала колющим действиям. Обоюдоострость клинка и симметричность рукояти позволяла производить режущие и секущие действия при разных хватах. Бебут официально находился на вооружении до революции 1917 года, но фактически использовался много дольше. Так, к примеру, бебут состоял на вооружении пеших сотрудников милиции (дружинников революционной охраны) с 13 августа 1918 года по решению съезда заведующих отделами наружной охраны КВД СКСО (конные сотрудники вооружались шашкой). В собрании Центрального музея вооружённых сил находится бебут красногвардейца — начальника штаба 1-й Стальной стрелковой дивизии А. М. Беленковича (в каталогах музея ошибочно назван «тесак обр. 1908 г.»).

### Характеристики бебута образца 1907 года
Клинок стальной, слабо изогнутый, с двумя узкими долами с каждой стороны. Рукоять фигурная, узкая в средней части. Монтаж рукояти накладной: деревянные щёчки, окрашенные в чёрный цвет, приклёпаны двумя латунными заклёпками. Верхняя заклёпка также удерживает латунную втулку-оковку (появляется с 1912 года). Ножны деревянные, обтянутые кожей, с металлическим прибором. Прибор состоит из устья, скобы с кольцом для шнура, на котором осуществляется подвес кинжала к поясному ремню и наконечника (мысика), заканчивающегося шариком. На ножнах и оковке рукояти проставлялся номер войсковой части.
| Кинжал кривой солдатский (бебут) образца 1907 года. | Кинжал кривой солдатский (бебут) образца 1907 года. |
| --------------------------------------------------- | --------------------------------------------------- |
| Страна-производитель                                | Россия                                              |
| Длина общая (мм)                                    | до 600                                              |
| Длина клинка (мм)                                   | около 440                                           |
| Ширина клинка (мм)                                  | 35                                                  |
| Масса (г)                                           | до 750                                              |

## Описаниябебутав художественной литературе и кинематографе
Лев Абрамович Кассиль в лирической повести «Дорогие мои мальчишки» (1944) пишет, что юнги сражались с немецкими десантниками «морскими ножами — бебутами». Скорее всего, автор имел в виду курсантский палаш, не имеющий к бебуту никакого отношения (в Военно-морском Флоте СССР ношение палашей курсантами высших военно-морских училищ было введено с 1 января 1940 года).
Игорь Георгиевич Штокман в произведении «Дворы» описывает виденную в детстве картину:
…Но над ним, офицером этим, уж навис, занес руку с тесаком-«бебутом» наш моряк, морская пехота … матросский тесак вот-вот вопьется в горло врага…
Снова бебут связан с моряками, но на этот раз бебут — не «морской нож», а «тесак морской пехоты», что не соответствует действительности.
А. Н. Толстой в третьей книге «Хождений по мукам», романе «Хмурое утро», снова дает бебуты в руки морякам:
… Голый по пояс Латугин, хрипло вскрикнув, первый кинулся с кривым кинжалом-бебутом и всадил его под наборный пояс в чёрный казачий бешмет… Задуйвитер попал под коня, с досадой распорол ему брюхо и, не успел всадник соскользнуть на землю, ударил и его бебутом…
Здесь бебут верно называется «кривым кинжалом», время действия (1918—1919) соответствует периоду применения бебутов, кроме того, схватка ведётся у артиллерийской батареи, а бебут — оружие артиллериста. То есть с некоторыми допущениями принять версию Толстого можно.
В произведениях В. П. Катаева бебут встречается часто и с верным описанием, что легко объясняется службой автора в артиллерийских частях в 1915—1917 годах. Например, в повести «Я, сын трудового народа»:
… Шел солдат с фронта. На войну уходил молодым канониром, возвращался в бессрочный отпуск бомбардир-наводчиком. На руках имел револьвер, наган солдатского образца, штук десять к нему патронов и бебут — кривой артиллерийский кинжал в шагреневых ножнах с медным шариком на конце.
В фильме «Эскадрон гусар летучих», повествующем о войне 1812 года, в сцене на колокольне русская крестьянка убивает французского офицера, пытавшегося её изнасиловать, русским бебутом образца 1907 года, который француз носил в сапоге.
Во время Второй мировой войны и позже в 1950-х годах «бебутами» на флоте неофициально назывались ножи разведчика НР-40, носимые морскими пехотинцами практически постоянно. К настоящим бебутам отношения не имеют, причина возникновения такого названия неизвестна. Кассиль, видимо, имел в виду именно их.
В романе А. Лебеденко «Тяжёлый дивизион»: «Андрей нарубил кривым бебутом зелёных мохнатых ветвей, набросал на корнях сосны пушистую гору, лёг и укрылся шинелью».
В фильме «Две жизни», действия которого разворачиваются в 1917 году, солдаты пулемётного полка, в котором служит главный герой Востриков (актер Николай Рыбников), вооружены бебутами.